# História dos Estados Federados da Micronésia
O primeiro europeu a visitar as ilhas Carolinas em 1527 foi o explorador português Diego da Rocha, que chamou-as de “Ilhas Sequeira”, mas os navegadores espanhóis que as conheceram a partir de 1543 chamaram-lhes “Novas Filipinas”, até que o almirante Francisco Lazeano lhes deu o nome de Carolinas, em homenagem ao rei Carlos II de Espanha, em 1686. No entanto, só em 1875 a coroa espanhola declarou suas estas terras, fazendo algumas tentativas para fazer valer o seu “direito” contra a Alemanha, que tinha ocupado Yap e pediu a arbitragem do Papa Leão XIII em 1885, que decidiu a favor de Espanha, mas permitindo aos alemães direitos de comércio livre. Só então Espanha começou a ocupar aquelas ilhas, em 1886. 
Em 1899, depois da Guerra Hispano-Americana, a Espanha vendeu as ilhas à Alemanha por 25 milhões de pesetas (cerca de um milhão de libras). O Japão ocupou as ilhas em 1914 e administrou-as por mandato da Liga das Nações a partir de 1920, mas depois da sua derrota na Segunda Guerra Mundial, as ilhas passaram a ser administradas pelos Estados Unidos, como parte do Protectorado das Ilhas do Pacífico das Nações Unidas. A 10 de Maio de 1979, quatro distritos do protectorado ratificaram uma nova constituição em que adoptaram o nome de Estados Federados da Micronésia. A 3 de Novembro de 1986, o governo desta federação assinou um Tratado de Livre Associação com os EUA, que passaram a ter autoridade total e responsabilidade pela defesa do território, além de terem instituído um programa federal de assistência aos Estados Federados da Micronésia.